# Alembert Vaz
Alembert Vaz (Arbolito, Cerro Largo, 1919 - Melo, 2001) fue un abogado y político uruguayo, perteneciente al Partido Nacional.
Graduado como abogado en 1946 en la Universidad de la República.
Inició su vida política en el Nacionalismo Independiente; en representación del mismo, integró el Concejo Departamental de Cerro Largo. En 1958 participa de la reunificación del Partido Nacional que lo conduciría a la victoria electoral; en tal ocasión es electo representante por su departamento, siendo reelecto en posteriores elecciones.
Presentó un proyecto para establecer un organismo autónomo para la industria frigorífica al igual que el diputado nacionalista Carlos Porta Santiago.
Trabajó intensamente en la reforma constitucional de 1967.
En 1971 acompañó a Wilson Ferreira Aldunate, su amigo de toda la vida, en la fundación del Movimiento Por la Patria, resultando electo senador por el sector. Vaz sería siempre un hombre de confianza de Ferreira, tanto en época de democracia como en la lucha contra la dictadura militar.
Con el retorno a la democracia, fue nombrado delegado ante las Naciones Unidas y embajador en Portugal.